# The Marriage Speculation
The Marriage Speculation è un film muto del 1917 diretto da Ashley Miller.

## Trama
Dopo aver lavorato tutta la vita in una fabbrica di sottaceti, il vecchio Cliday ha messo da parte diecimila dollari che vuole investire per avere qualche soddisfazione negli ultimi anni di vita. Propone a una ragazza semplice ma graziosa un patto: lui contribuirà a renderla una giovane donna raffinata, lei, in cambio, dovrà fare un buon matrimonio con un uomo facoltoso. Clara Wilton, la ragazza cui si rivolge, accetta il patto benché lei sia innamorata di Billy Perkins, un commesso poco ambizioso.
Nei due anni che seguono, Clara sboccia come un fiore, avendo avuto accesso alla migliore educazione possibile per una giovane. Cliday la porta con sé in una località alla moda dove la ragazza viene corteggiata da numerosi (e ricchi) ammiratori. Clara non ne ama nessuno ma accetta di sposarsi con uno di loro per mantenere la sua parte di patto. Mentre si sta preparando per la cerimonio, giunge Billy, travestito da conte, che l'avverte che il promesso sposo è un impostore, puntando un dito contro di lui. Uno dei presenti, al vedere l'anello che il giovane porta al dito, lo riconosce come l'erede di una fortuna britannica. Clara ora può sposare l'amato Billy senza contravvenire al patto siglato con Cliday.

## Produzione
Il film fu prodotto dalla Vitagraph Company of America (come A Blue Ribbon Feature) con il titolo di lavorazione An Investment in Petticoats. Il titolo originale del soggetto era, invece, The Marriage Speculation of Mr. Cliday's Investment.

## Distribuzione
Distribuito dalla Greater Vitagraph (V-L-S-E), il film uscì nelle sale cinematografiche statunitensi il 10 dicembre 1917.